# Emoticon
Emoticons zijn weergaven van emoties door middel van een afbeelding, een teken of een combinatie van lees- en lettertekens. De volgende tekenreeks is een emoticon die een lachend gezicht (een smiley) voorstelt:
:-)
Het emoticon begon als een korte tekenreeks die een gezichtsuitdrukking uitbeeldt en waarmee de schrijver van een tekst een gevoel wil uitdrukken. Vooral bij toepassingen als e-mail, sms en chatten, waar vaak korte berichten uitgewisseld worden, helpt het emoticon om de bedoeling van de schrijver toe te lichten.

## Interpretatie
Om deze emoticons goed te kunnen lezen, moet het hoofd een kwartslag naar links worden gedraaid. Op deze manier zijn de uitdrukkingen beter te herkennen. Niet alle emoticons zijn even herkenbaar of accuraat. De dubbele punt stelt meestal de ogen voor, het minteken de neus, en het openings- of sluitingshaakje de mond. De neus wordt vaak weggelaten om typ-economische redenen, omdat deze in vrijwel elk volledig emoticon hetzelfde is. Gebruikers van een cyrillisch toetsenbord laten in de regel ook de 'ogen' weg, vanwege de slechte toegankelijkheid van de dubbele punt en puntkomma, zodat alleen een of meerdere haakjes (afhankelijk van intensiteit) overblijven.
De emoticons die het meest gebruikt worden, en ook door de meeste lezers wel herkend worden, zijn wel de :-) en de :-( – een blij en een droevig gezicht. Voor sommigen is het emoticon een cultsymbool geworden, waarmee zij zich van de grote massa kunnen onderscheiden.
Enkele bekende emoticons:
| :-) of :) of =) of ツ                                     | blij                                                                          |
| :-D of :D of =D of x) of x'] of xD                        | glimlach, lachend, heel blij                                                  |
| :-( of :( of =(                                           | verdrietig                                                                    |
| :'-( of :'(                                               | huilend                                                                       |
| ;-) of ;)                                                 | knipogend                                                                     |
| :-P of :P of =P                                           | grappend (P is de tong), wordt ook vaak gebruikt als iets ironisch bedoeld is |
| ;-P of ;P                                                 | ironische knipoog                                                             |
| ^^                                                        | wenkbrauwen tegelijkertijd optrekken                                          |
| :-@ of :@ of }B of }-B of >:-( of >:( of >:C              | boos                                                                          |
| :-\| of :\|                                               | geschokt, emotieloos of neutraal                                              |
| :-S of :S of =S of x.X                                    | verward, perplex, beledigd                                                    |
| :-O of :O of :-o of :o of Ö of o.O of o_O of ',:/ of ',=/ | verbaasd, geschrokken                                                         |
| -.- of -,- of -.-" of -,-" of -_-                         | verveeld, moe of geïrriteerd                                                  |

## Geschiedenis
Op 11 juni 1841 publiceerde de lithograaf en uitvinder Marcellin Jobard een artikel waarin hij gebruikmaakt van het ironieteken. In het verslag Les lacunes de la typographie (De tekortkomingen van de typografie) uit 1842 beschrijft hij het gebruik van tekens om emoties in teksten over te brengen.
Verticale typografische tekens werden al op 30 maart 1881 gepubliceerd in een artikel in het Amerikaanse satirisch blad Puck.
Op 19 september 1982 typte Scott Fahlman, computerwetenschapper aan de Carnegie Mellon University, de eerste :-). Dit wordt gezien als de geboorte van het emoticon. Hij gebruikte de emoticons voor het eerst op het interne bulletinboard van de universiteit. Nadat een studentengrap over een besmetting aan de universiteit voor onrust had gezorgd, was er een debat ontstaan over de grenzen van de humor binnen de instelling. Fahlman stelde een symbooltje voor om aan te geven welke boodschappen niet helemaal serieus bedoeld zijn.
Het bericht zag er als volgt uit:
| 19-Sep-82 11:44 Scott E Fahlman :-) From: Scott E Fahlman <Fahlman at Cmu-20c> I propose that the following character sequence for joke markers: :-) Read it sideways. Actually, it is probably more economical to mark things that are NOT jokes, given current trends. For this, use :-( |

De smiley werd een succes. Vandaag de dag zijn er allerlei varianten in gebruik. Er bestaat inmiddels een groot aantal Unicode-tekens voor smileys
(0x2639: ☹ 0x263a: ☺ en 0x263b: ☻) en andere emoticons. Het originele bericht was jaren onvindbaar. Pas in 2002 zijn, na uitgebreid onderzoek, de opgeslagen back-uptapes teruggevonden. Fahlman ziet zijn bedenksel als 'zijn cadeautje aan de wereld'. Hij heeft er nooit geld mee verdiend.

## Grafische emoticons
In 1997 zag de Fransman Nicolas Loufrani hoe het gebruik van ASCII-emoticons binnen de mobiele technologie toenam, en hij begon te experimenteren met bewegende smileys. Hij wilde zo een kleurige, verbeterde versie van de uit leestekens bestaande ASCII-emoticons creëren voor meer interactief digitaal gebruik. Hierna maakte Loufrani een online lijst met emoticons. De emoticons waren onderverdeeld in categorieën: klassiekers, humeur, vlaggen, feest, grappig, sport, weer, dieren, eten, landen, beroepen, planeten, sterrenbeelden en baby's. De ontwerpen werden in 1997 geregistreerd bij het United States Copyright Office en in 1998 als gif-bestanden op het internet geplaatst.

## Bekend citaat
«The English language, complete with irony, satire, and sarcasm, has survived for centuries without smileys. Only the new crop of modern computer geeks finds it impossible to detect a joke that is not Clearly Labelled as such.»
Ray Shea, op de nieuwsgroep rec.music.misc, Link[dode link]

## Gebruik van emoticons
Emoticons worden voornamelijk gebruikt bij het chatten of bij het versturen van e-mail. Door de opkomst van nieuwe communicatiekanalen wordt het emoticon ook gebruikt in weblogs en sms.
Tegenwoordig is het gangbaar de emoticons weer te geven als (bewegende) afbeeldingen (animated gif). Deze trend is voornamelijk afkomstig van bulletinboards en instant messaging-programma's. Hierdoor is het onderscheid tussen emoticon en geanimeerde afbeelding voor sommige gebruikers enigszins vervaagd. In de regel zijn emoticons klein en dienen zij als aanvulling op de tekst.
Op internet zijn vele emoticons te vinden die kunnen worden geïnstalleerd ter vervanging van de afbeeldingen in een instant messaging-programma, een mobiele telefoon of een bulletinboard. Er zijn ook websites die geld vragen voor het downloaden van emoticons.

## Overzicht emoticons
| Tekst      | Emotie                  | Interpretatie |
| ---------- | ----------------------- | ------------- |
| :-) of :)  | blij                    | 🙂            |
| :-D of :D  | Lachen met blote tanden | 😀            |
| :-O of :O  | verrast                 | 😮            |
| :-S of :S  | verward                 | 🥴            |
| :$         | blozend                 | 😳            |
| :-\|       | geen mening; twijfel    | 😐            |
| >:-( of :@ | boos                    | 😠            |
| O_O        | geschokt                | 😲            |
| :-?        | denkend                 | 🤔            |

| Tekst       | Emotie         | Interpretatie |
| ----------- | -------------- | ------------- |
| ;-) of ;)   | knipoog        | 😉            |
| xD of XD    | hard lachen    | 😆            |
| :-P of :P   | tong uitsteken | 😋            |
| 8-) of B-)  | cool           | 😎            |
| :'(         | huilend        | 😥            |
| :-( of :(   | droevig        | 🙁            |
| >:-D of >:) | gemeen         | 😈            |
| :-/ of :/   | verward        | 😕            |

## Overige emoticons
| :-)... of :Q | Kwijlend                                                    |
| :*-)         | Blozend                                                     |
| :-\|:-\|     | Déjà vu                                                     |
| /:-\|        | Geïrriteerd, verward                                        |
| \|-0         | Moe                                                         |
| x]           | Grijns                                                      |
| (6)          | Boos                                                        |
| >:D          | Gemeen, kwaadaardig                                         |
| D:           | Verbaasd, geschrokken (lees van rechts naar links)          |
| >.>          | Verbazing                                                   |
| 8D           | Vrolijk, blij                                               |
| $_$ of €_€   | Door geld verblind                                          |
| :")          | Schaamte, blozend                                           |
| (l) of <3    | Hartje, liefde                                              |
| :3           | Blije kat                                                   |
| :>           | Enorm blij (soms hyperbolisch als vorm van ironie gebruikt) |

## Japanse emoticons
In Japan gebruikt men ook emoticons, misschien nog wel meer dan in westerse landen. Deze zijn anders dan de emoticons die hier bekend zijn. Je hoeft je hoofd geen kwartslag te draaien, de bovenkant is gewoon boven en de onderkant onder. Een bekend voorbeeld is (^_^), een glimlachende smiley. Door de haakjes wordt vaak de rand van het hoofd getekend. Soms worden de haakjes in het emoticon weggelaten of zelfs ook de streep in het midden. Dan krijg je ^_^ of ^^. Dat zijn alleen nog de ogen (en de mond).
Japanners zijn heel inventief met emoticons en Japanse emoticons zijn vaak een stuk complexer dan westerse. Zo kun je zichtbaar maken waar het emoticon heen kijkt door een spatie toe te voegen. Op deze manier: ( ^_^) kijkt hij naar (voor de kijker) rechts.
Ook worden Japanse tekens gebruikt: ＼（＾∀＾）メ（＾∀＾）ノ (dit emoticon stelt vriendschap voor). De armen in het midden zijn hier een Japans karakter.
Het Japanse katakana-teken ツ wordt ook weleens gebruikt om blijdschap uit te drukken.